# Діамантина (алмазоносний район)
Діамантина (англ. Diamantina) — алмазоносний район в Бразилії, штат Мінас-Жерайс. Розробляється з 1834 року.

## Характеристика
Розміри 150х(30-50) км. Представлене корінними родовищами та викопними розсипами. Перші представлені алмазоносними філітами — сланцюватими породами з великою кількістю кварцових жил і включеннями гематитових, марганцевих і фосфоритових жовен. Середня вага алмазів 0,2-0,5 каратів.

## Технологія розробки
Розробляється відкритим (до глибини 40 м) і підземним (до глибини 90 м) способом.